# Notaden melanoscaphus
Notaden melanoscaphus es una especie de anfibio anuro de la familia Limnodynastidae. Es endémica del norte de Australia.